# Пизендель, Иоганн Георг
Иоганн Георг Пизендель (нем. Johann Georg Pisendel, 5 января 1688 (26 декабря 1687 по ст. ст.), Кадольцбург, Бавария – 25 ноября 1755,  Дрезден, Саксония) — немецкий барочный музыкант и композитор. Долгие годы руководил Саксонской государственной капеллой.

## Биография
Пизендель родился в Кадольцбурге, недалеко от Нюрнберга, где его отец, Симон Пизендель, был кантором и органистом происходил из маркнойкирхенской семьи красильщиков. С девятилетнего возраста пел в хоре дворцовой часовни Ансбаха, где руководителем был виртуозный певец Франческо Антонио Пистокки, а концертмейстером — известный скрипач Джузеппе Торелли. Существует мнение, что игре на скрипке Пизендель учился у Торелли. Когда голос мальчика начал ломаться, он стал играть на скрипке в придворном оркестре. В 1709 году покинул Дрезден, чтобы продолжить своё музыкальное образование.
По дороге в Лейпциг в Веймаре встретился с Бахом, а в Лейпциге был представлен Телеману. Пизендель стал активным участником студенческого Collegium musicum, основанного Телеманом, с которым они вскоре подружились. В 1711 году после концерта в Дармштадте Пизенделю предложили место в придворном оркестре, однако он  отказался. В следующем году получил должность в Саксонской государственной капелле, где работал до конца жизни. Сопровождал своего суверена в турах по Европе, в Венеции встречался с Вивальди, произведения которого исполнял ранее.
Около 1718 года Пизендель начал изучать композицию под руководством Хайнихена, а в 1728 году стал концертмейстером придворного оркестра.
Учениками Пизенделя были Франц Бенда и Иоганн Готтлиб Граун. Дружил с Зеленкой, работы которого публиковал после смерти композитора.
Сочинений оставил немного, но все они высокого качества. Все сохранившиеся работы написаны для инструментов: 10 скрипичных концертов, 4 концерта для оркестра, 2 сонаты для скрипки и 8 симфоний и трио. Несмотря на небольшое количество произведений, Пизендель имел большое влияние. Ему посвящали свои скрипичные концерты Вивальди, Телеман и Альбинони.

## Дискография
- Violin concertos from Dresden. Pisendel, Heinichen, Fasch, Handel, Telemann. Johannes Pramsohler. International Baroque Players. (Raumklang RK 3105)
- J.G. Pisendel: Dresden Concertos. Concerti con varii strumenti (Concertos for various instruments). Freiburg Baroque Orchestra, Gottfried von der Goltz и Petra Müllejans. Дирижёр Gottfried von der Goltz. (Carus 83301)
- Per Monsieur Pisendel. Violin sonatas by Vivaldi, Albinoni, & Pisendel. La Serenissima, дирижёр Adrian Chandler (Avie 0018) Шесть сонат для скрипки,  посвящённые композитору или им сочинённые.
- Pisendel: Violin Sonatas. Anton Steck, Christian Rieger. (CPO, 2004).
- Komponist und Virtuose. Pisendel, Telemann. Virtuosi Saxoniae, Ludwig Güttler (Eterna, 1988)